# Migliori prestazioni italiane nella staffetta 4×100 metri

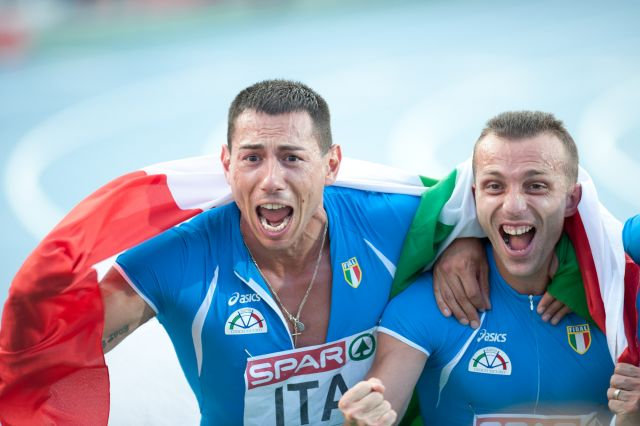
Collio e Di Gregorio esultano dopo l'argento e il record italiano con la staffetta agli Europei di

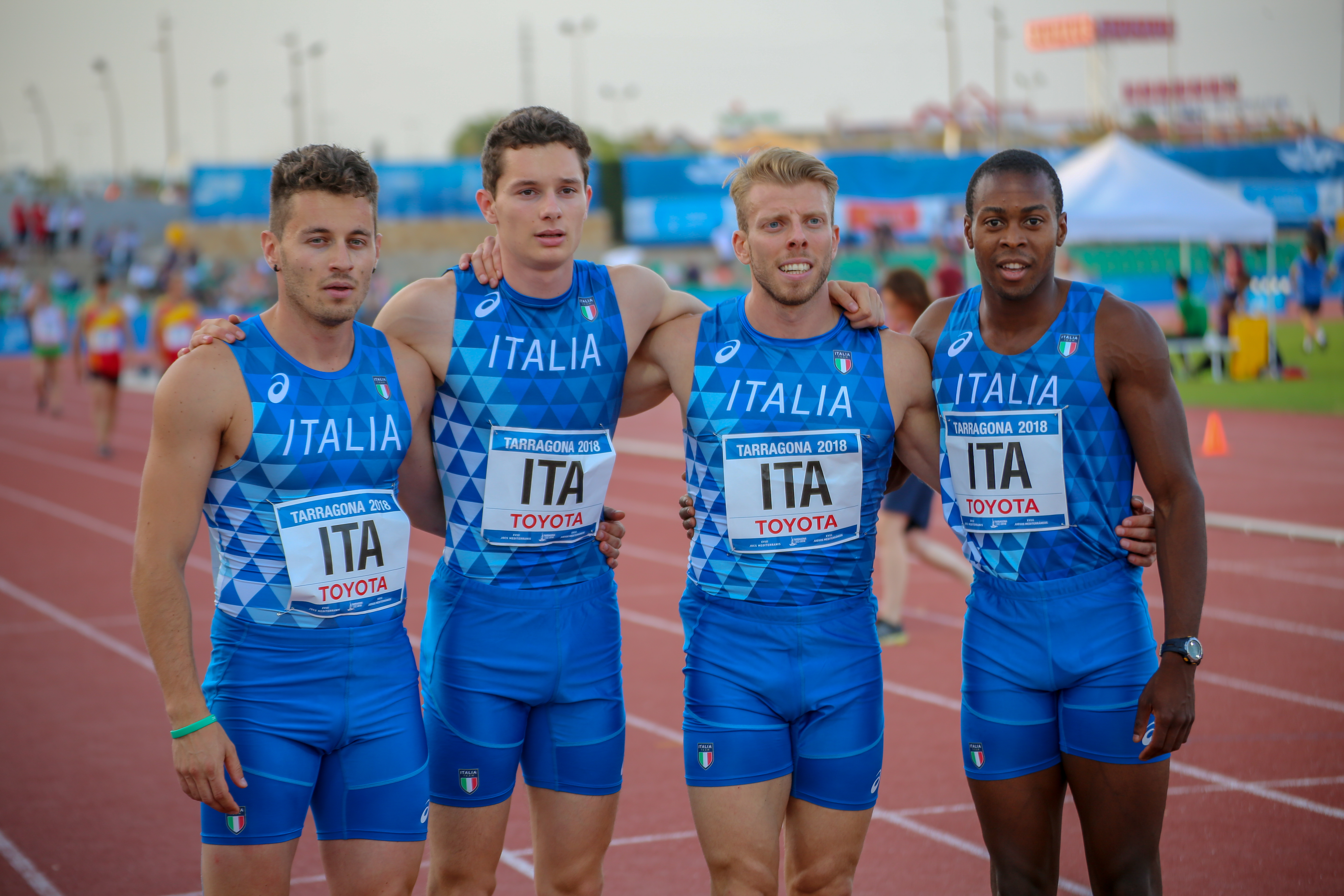
La staffetta maschile, composta da Cattaneo, Tortu, Manenti e Desalu, in occasione dei Giochi del Mediterraneo 2018

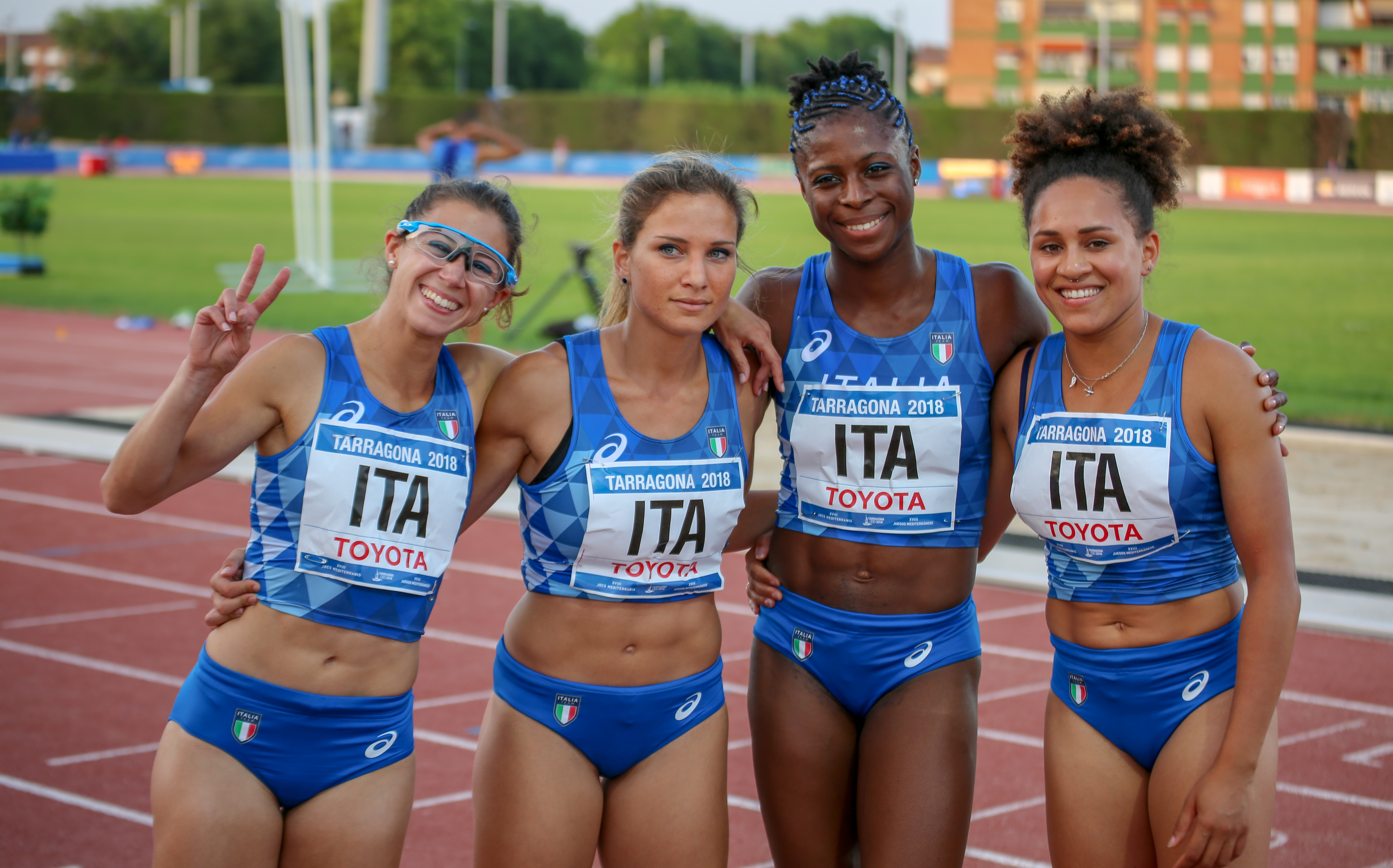
La staffetta femminile, composta da Siragusa, Bongiorni, Hooper ed Herrera Abreu, durante i Giochi del Mediterraneo 2018

La lista delle migliori prestazioni italiane nella staffetta 4×100 metri, aggiornata periodicamente dalla Federazione Italiana di Atletica Leggera, raccoglie i migliori risultati di tutti i tempi degli atleti italiani nella specialità della staffetta 4×100 metri.
Dal 1912, l'Italia ha una grande tradizione nella staffetta maschile del giro di pista, vantando un discreto numero di podi in manifestazioni importanti, moltissime finali e alcuni tempi di rilievo (incluso un titolo olimpico e un record europeo).

## Maschili
Statistiche aggiornate al 12 giugno 2024.
|     | Tempo | Atleti                                 | Luogo      | Data           |
| --- | ----- | -------------------------------------- | ---------- | -------------- |
| 1.  | 37"50 | Patta, Jacobs, Desalu, Tortu           | Tokyo      | 6 agosto 2021  |
| 2.  | 37"62 | Rigali, Jacobs, Patta, Tortu           | Budapest   | 26 agosto 2023 |
| 3.  | 37”65 | Rigali, Jacobs, Patta, Tortu           | Budapest   | 25 agosto 2023 |
| 4.  | 37"82 | Melluzzo, Jacobs, Patta, Tortu         | Roma       | 12 giugno 2024 |
| 5.  | 37"95 | Patta, Jacobs, Desalu, Tortu           | Tokyo      | 5 agosto 2021  |
| 6.  | 38"04 | Rigali, Tortu, Patta, Ceccarelli       | Grosseto   | 21 luglio 2023 |
| 7.  | 38"11 | Cattaneo, Jacobs, Manenti, Tortu       | Doha       | 4 ottobre 2019 |
| 8.  | 38"14 | Rigali, Jacobs, Patta, Tortu           | Nassau     | 4 maggio 2024  |
| 9.  | 38"17 | Donati, Collio, Di Gregorio, Checcucci | Barcellona | 1º agosto 2010 |
| 10. | 38"29 | Desalu, Jacobs, Manenti, Tortu         | Yokohama   | 11 maggio 2019 |

## Femminili
Statistiche aggiornate al 28 giugno 2025.
|     | Tempo | Atlete                                     | Luogo             | Data           |
| --- | ----- | ------------------------------------------ | ----------------- | -------------- |
| 1.  | 42"14 | Dosso, Kaddari, Bongiorni, Pavese          | Budapest          | 25 agosto 2023 |
| 2.  | 42"49 | Dosso, Kaddari, Bongiorni, Pavese          | Budapest          | 26 agosto 2023 |
| 3.  | 42"58 | Fontana, Hooper, Kaddari, Dosso            | Madrid            | 28 giugno 2025 |
| 4.  | 42"60 | Dosso, Kaddari, Siragusa, De Masi          | Nassau            | 5 maggio 2024  |
| 5.  | 42"71 | Dosso, Kaddari, Bongiorni, Fontana         | Eugene            | 22 luglio 2022 |
| 6.  | 42"84 | Siragusa, Hooper, Bongiorni, Fontana       | Tokyo             | 5 agosto 2021  |
| 6.  | 42"84 | Dosso, Kaddari, Bongiorni, Pavese          | Monaco di Baviera | 21 agosto 2022 |
| 8.  | 42"90 | Herrera Abreu, Hooper, Bongiorni, Siragusa | Doha              | 4 ottobre 2019 |
| 9.  | 42"92 | Dosso, Kaddari, Bongiorni, Fontana         | Eugene            | 23 luglio 2022 |
| 10. | 42"98 | Herrera Abreu, Hooper, Bongiorni, Siragusa | Doha              | 5 ottobre 2019 |